# Vlaamse Esperanto-Jongeren
De vereniging Vlaamse Esperanto-Jongeren (FLEJA) (Esperanto: Flandra Esperantista Junulara Asocio (FLEJA)) was een afdeling van de Vlaamse Esperantobond (FEL) en de Wereld Esperantojongeren (TEJO). FLEJA vzw werd in 1979 gesticht en kreeg eind 2004 nieuwe statuten. De officiële naam volgens de statuten as Vlaamse Esperanto Jeugdvereniging vzw.
De hoofdzetel was gevestigd aan de Frankrijklei 140 te 2000 Antwerpen.

## Doel van de vereniging
Volgens de oorspronkelijke statuten waren de doelstellingen van de vereniging de bevordering door alle geschikte middelen, onder alle Nederlandstalige jongeren in België, van de internationale taal Esperanto; de vertegenwoordiging van de Esperanto-beweging ten opzichte van de regionale autoriteiten en van het publiek; de bevordering van de relaties tussen Vlaanderen en de andere streken door middel van het Esperanto.
FLEJA had twee hoofddoelen: enerzijds jongeren informeren en lesgeven over Esperanto en anderzijds activiteiten organiseren voor jongeren die de taal beheersen.

## Activiteiten
- Najaarsbijeenkomst PSKK
- Esperanto-cafés
- Fleja-eventoj
- Tijdschrift Jongeren Esperanto Nieuws (uitgegeven in samenwerking met de Nederlandse Esperanto Jongeren)

## Informatie-materiaal
FLEJA heeft onder andere onderstaande brochures en folders uitgegeven om Vlaamse jongeren over het Esperanto te informeren.
- Grenzeloos Communiceren, een brochure die beschrijft wat je met Esperanto kan doen en hoe je het kan leren (eerste druk 1993, laatste herdruk in augustus 2005).
- Pasporta Servo, een folder over dit internationaal netwerk met gastadressen.

## Ontbinding
De algemene vergadering van 8 juli 2012 besliste de vzw te ontbinden.